# Bürgerblock-Regierung
Unter einer Bürgerblock-Regierung verstand man in der Weimarer Republik eine Regierungskoalition aller größeren bürgerlichen Parteien – Zentrum, DDP, DVP einschließlich der bisher republikfeindlichen DNVP – unter Ausschluss der „Arbeiterpartei“ SPD.

## Weimarer Republik
Nachdem 1923 unter Reichskanzler Wilhelm Marx erste Versuche, eine solche Regierung zu bilden, gescheitert waren, kam es am 15. Januar 1925 zu einer solchen Koalition unter Reichskanzler Hans Luther, die aber bereits am 5. Dezember 1925 wieder zerbrach. Am 29. Januar 1927 stellte Reichskanzler Wilhelm Marx ein zweites Kabinett dieser Art auf. Infolge der Reichstagswahl 1928 schlug die DNVP wieder einen dezidiert republikfeindlichen Kurs ein, was weitere Bürgerblock-Regierungen unmöglich machte.
Von Bürgerblock-Regierungen zu unterscheiden sind Regierungen der Weimarer Koalition (SPD, Zentrum, DDP), Regierungen der bürgerlichen Mitte (Zentrum, DDP, DVP) sowie der Großen Koalition (SPD, Zentrum, DDP, DVP). Die Präsidialkabinette ab 1930 stützten sich nicht mehr auf Regierungskoalition zwischen Parteien.

## Verwendung in der Bundesrepublik
In der Bundesrepublik Deutschland wurden vereinzelt Koalitionen aus CDU, CSU und FDP so bezeichnet. Der gängige Begriff allerdings ist „bürgerliche Regierung“.